# Meike Pfister
Meike Pfister (6 febbraio 1996) è un'ex sciatrice alpina tedesca.

## Biografia
Specialista delle prove veloci attiva dal novembre del 2011, la Pfister ha debuttato in Coppa Europa il 24 gennaio 2014 a Spital am Pyhrn in combinata (62ª); in Coppa del Mondo ha debuttato il 21 gennaio 2017 a Garmisch-Partenkirchen in discesa libera (36ª), ha ottenuto il miglior piazzamento il 4 febbraio 2018 nelle medesime località e specialità (14ª) e ha preso per l'ultima volta il via il 27 gennaio 2019 ancora a Garmisch-Partenkirchen in discesa libera (24ª). Ai Mondiali di Åre 2019, sua unica presenza iridata, si è classificata 22ª nella discesa libera, 22ª nella combinata e non ha completato il supergigante; si è ritirata al termine della stagione 2020-2021 e la sua ultima gara è stata la discesa libera dei Campionati sloveni juniores 2021, disputata il 30 marzo a Tarvisio. Non ha preso parte a rassegne olimpiche.

## Palmarès

### Coppa del Mondo
- Miglior piazzamento in classifica generale: 92ª nel 2018

### Coppa Europa
- Miglior piazzamento in classifica generale: 37ª nel 2017

### Campionati tedeschi
- 5 medaglie:
  - 4 argenti (discesa libera, supergigante, slalom gigante nel 2016; supergigante nel 2018)
  - 1 bronzo (supergigante nel 2014)